# National Lampoon
Nacional Lampoon fue una revista de humor estadounidense que se editó entre 1970 y 1998. La revista, secuela de una anterior, Harvard Lampoon, logró gran popularidad durante la década de 1970 y dio lugar a películas, programas de radio, teatro, grabaciones y libros. Muchos miembros del personal creativo de la revista triunfaron posteriormente en otros medios de comunicación.
Durante muchos años la revista fue una parodia surrealista del modo de vida americano, con toques de historietas y dibujos, cómic y fotografías que repasaban el sentir de la juventud estadounidense. Casi todos los asuntos tratados, incluidos los textos más breves, partían de la hilaridad. Contenía una sección de elementos noticiosos reales (bautizada «Hechos Ciertos»), a la que se añadían historietas y tiras de cómic. Otras páginas incluían los llamados «Foto Funnies» o fumetti, a menudo presentando desnudos mezclados con un humor descarnado. El resultado era una mezcla inusual de humor inteligente e ingenio desbordante, combinados ambos con golpes brutales e inesperados saltos al vacío.
La revista fue perdiendo garra y lectores en la década de 1990 y ya nunca recuperó su prestigio. Desapareció definitivamente en 1998.

## Historia

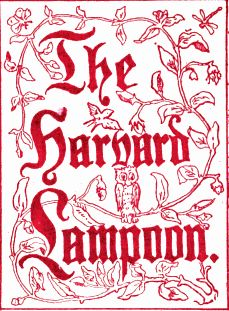
Portada original de la revista The Harvard Lampoon (1886)

National Lampoon fue fundada por los graduados de Harvard y excolaboradores de National Harvard Douglas Kenney, Henry Beard y Robert Hoffman en 1969. El primer número de la revista fue en abril de 1970. La compañía propietaria de la revista se llamó Twenty First Century Communications.
Tras unos comienzos difíciles, la revista enderezó su rumbo y creció rápidamente en la popularidad. Sus temas favoritos no eran otros que los de la revista precedente: una sexualidad desinhibida, el negro futuro, las plagas juveniles de la droga o el rock, la búsqueda de una escuela más crítica, la autoindulgencia o la muerte, sin edulcorantes. La revista tuvo la habilidad de reimprimir con regularidad las colecciones de más éxito. Sus puntos de vista sociales o políticos no estaban comprometidos con partidos o sectores sociales alguno, sus viñetas y chistes eran frescos, divertidos y originales, hasta el punto de que simultanearon quioscos callejeros con tiendas de música o de barrio.  Los proyectos colaterales eran continuos: calendarios, camisetas con diseños juveniles, libros con antologías de chistes, pósteres, tazas de café. La revista se asoció a un logotipo amarillo muy característico, diseñado para una sociedad de consumo.

### Portada
Los primeros directores artísticos de la revista fueron los dibujantes Peter Bramley y Bill Skurski, fundadores del grupo "Cloud Studio" de Nueva York, un grupo alternativo conocido por su eclecticismo. Bramley creó la primera cubierta del National Lampoon e indujo a otros dibujantes de primera fila a colaborar con ellos. Entre otros, participaron en el proyecto original Arnold Roth y Gahan Wilson, que entraron en nómina.
Para el octavo número, la dirección artística de la revista fue asumida por Michael C. Gross, que dirigió el área artística hasta 1974. Las cubiertas ganaron comicidad, con dibujos mordaces e ingeniosos como:
- Referencias a la Guerra de Vietnam y al responsable de una matanza, William Calley, que sonríe con la risa cándida de Alfred E. Neuman con el eslogan de parodia 'What, My Lai? (Matanza de Mỹ Lai, agosto 1971).[2]
- El revolucionario argentino Che Guevara, salpicado con un pastel de nata (enero 1972).[3]
- Un perro mira con preocupación un revólver apuntando a su cabeza, con un titular ingenioso: "Si no compra esta revista, mataremos a este perro" (enero 1973). La cubierta fue concebida por el escritor Ed Bluestone. El fotógrafo Ronald G. Harris fue el responsable de que la situación pareciera cómica y no patética.[4] La solución fue que el sonido del gatillo provocara el cambio en el gesto del animal. La portada fue seleccionada por la ASME como la séptima mejor cubierta de revista en 40 años.[4][5][6] Con todo, la cubierta fue polémica con la pistola apuntando a la cabeza del perro antes del Photoshop y causó alguna controversia entre los defensores de los animales.
- Una réplica de la cubierta del álbum de George Harrison Concierto por Bangladesh: un niño bañado en chocolate y con un mordisco en su cabeza (julio 1974).[7]

Michael Gross y Doug Kenney eligieron a un diseñador joven procedente de Esquire, Peter Kleinman. Kleinman era también el director artístico de la revista Heavy Metal, publicada por la misma compañía. Kleinman eligió trabajos como los de John F. Kennedy de viejo; un Elvis Presley grasiento, poco antes de morir; o Norman Rockwell de clásico estilo Rockwell. Kleinman también diseñó los logotipos para National Lampoon's Animal House o Heavy Metal. Kleinman abandonó la revista en 1979 para abrir una agencia de publicidad. Pero en 1984, Kleinman regresó como director creativo y la revista volvió al estilo de 1970: logotipo y estilo pasaron a tener un aire más roquero.

### Colaboradores
La revista fue un laboratorio de ideas para muchos guionistas o escritores célebres, como Kenney, Barba, George W.S. Trow, Chris Miller, P.J. O'Rourke, Michael O'Donoghue, Chris Prisa, Sean Kelly, Tony Hendra, Brian McConnachie, Gerald Sussman, Ellis Weiner, Danny Abelson, Ted Mann, Chris Cluess, Al Jean, Mike Reiss, Jeff Greenfield o John Hughes. Además, el trabajo de muchos dibujantes, fotógrafos e ilustradores que pasaron por la revista resultó muy reconocido, como el de Neal Adams, Gahan Wilson, Michael Sullivan, Ron Barrett, Peter Bramley, Vaughn Bode, Bruce McCall, Rick Meyerowitz, Warren Sattler, M. K. Brown, Shary Flenniken, Bobby London, Edward Gorey, Jeff Jones, Joe Orlando, Arnold Roth, Rich Grote, Ed Subitzky, Mara McAfee, Sam Gross, Charles Rodrigues, Buddy Hickerson, B. K. Taylor, Birney Lettick, Frank Frazetta, Boris Vallejo, Marvin Mattelson, Stan Mack, Chris Callis, John E. Barrett, Raymond Kursar o Andy Lackow.
Grandes estrellas de la comedia como John Belushi, Chevy Chase, Gilda Radner, Bill Murray, Brian Doyle-Murray, Harold Ramis o Richard Belzer colaboraron primero en la revista y más tarde en espectáculos radiofónicos o cinematográficos. Algunos colaboradores pasaron del National Lampoon a programas como Saturday Night Live: Brian Doyle Murray se hizo un habitual del SNL. Harold Ramis fue un director y guionista prolífico en películas como National Lampoon's Animal House, Caddyshack, Los cazafantasmas, y muchos más. Brian Doyle Murray intervino en docenas de películas y Belzer fue galardonado con el premio Emmy como actor de televisión.
Jerry Taylor y Gerald L. Taylor fueron los primeros editores, seguido por William T. Lippe. El lado empresarial de la revista estuvo controlado por Matty Simmons, que fue Presidente y CEO de la editora.

### Secciones
La sección "Hechos ciertos" era una de las secciones más carismáticas. Los elementos ridículos de la vida real se amplificaban con descaro. Aparecían fotografías, extractos de prensa, titulares extraños. Desde el principio, su responsable fue John Bendel. Steven Brykman editó la "sección de Hechos" Cierta del Nacional Lampoon sitio web. Aparecieron muchos libros recopilatorios de la sección en las décadas de 1980 y 1990.
La sección "Páginas Graciosas" era una sección grande en la parte trasera de la revista, compuesta enteramente por tiras de cómic de diversas clases. Estos trabajos pertenecían a Gahan Wilson, Ed Subitzky y Vaughn Bode, así como a artistas invitados. Las tiras regulares de Bobby London, Shary Flenniken, B. K. Taylor y Ron Barrett tuvieron mucha aceptación.

## Cronología
La revista estuvo activa durante 28 años, entre 1970 y 1998. Algunos consideran su mejor período el que va de 1971 a 1975. En este período su circulación nacional creció hasta rondar el millón de copias (1 millón de copias vendieron en octubre de 1974). En 1974 la media mensual era de 830.000 copias. Con todo, la revista tenía picos de audiencia y poca rentabilidad. Competía con grandes revistas como MAD (más de 2 millones), Playboy (más de 7 millones), y TV Guide (más de 19 millones). Para algunos seguidores, su mejores días acabaron en 1975, a pesar de que la revista fue muy popular mucho tiempo después.
Durante 1975, los tres fundadores (Kenney, Barba y Hoffman) aprovecharon una cláusula en sus contratos para hacer efectivos $7,5 millones de dólares. La revista fue un trampolín para Hollywood para toda una generación de escritores de comedia, directores, e intérpretes. Varios colaboradores ficharon por programas como Saturday Night Live, el espectáculo de David Letterman en SCTV, Los Simpson, Married... with Children, Night Court. Algunos de los creadores originales de la revista en esta etapa fueron luego directores o guionistas de cine, como John Hughes, P.J. O'Rourke, Gerry Sussman, Ellis Weiner, Tony Hendra, Ted Mann, Peter Kleinman, Chris Cleuss, Stu Kreisman, John Weidman, Jeff Greenfield, Bruce McCall y Rick Meyerowitz.

### Década de 1980
Hacia 1985, Matty Simmons tomó el puesto de editor en jefe. Despidió a la redacción entera y nombró a sus dos hijos, Michael Simmons y Andy Simmons, como editores, a Peter Kleinman como editor y director creativo, y a Larry Sloman como editor ejecutivo. La revista inició un camino errático, con problemas financieros y periodicidad bimensual. En 1989, la revista fue adquirida a través de una opa por una sociedad empresarial del productor Daniel Grodnik y del actor Tim Matheson. Grodnik y Matheson se convirtieron en copresidentes. Durante este período, el precio del ejemplar subió de $2 a $6 y la revista aumentó las páginas de anuncios. La compañía trasladó su sede de Nueva York a Los Ángeles para centrarse en el cine y la televisión. La casa editorial quedaba en Nueva York.

### Última etapa
En 1991 la revista y la marca "Nacional Lampoon" fueron compradas por una compañía llamada J2 Comunicaciones, al mando de James P. Jimirro. J2 Comunicaciones pretendía ganar dinero con los derechos de la marca "Nacional Lampoon". La compañía, obligada por contrato a sacar un número por año, se desentendió de la revista. En 1991 se publicaron nueve números; al año siguiente solo dos. En 1993 se publicó un único número, cinco en 1994 y tres en 1995. Los tres últimos años de su existencia (1996-1998), la revista solo sacó un número por año. 
El último número de National Lampoon apareció en noviembre de 1998. En 2002 el uso de la marca y los derechos fueron vendidos a un nuevo empresario.

## Medios de comunicación relacionados
Durante su período de actividad, la revista realizó multitud de números especiales o ediciones en forma de libro o disco. Nacional Lampoon lanzó libros, recopilatorios, discos, antologías y otras formas de expresión como:

### Ediciones especiales
- Especial Nacional Lampoon Núm. 1, 1971.
- Especial Nacional Lampoon Núm. 2, 1972.
- Especial Nacional Lampoon Núm. 3, 1973. Dirigida por Michael Gross.
- Especial Nacional Lampoon Núm. 4, 1973. Dirigida por Michael Gross.
- Nacional Lampoon Enciclopedia de Humor, 1973, editada por Michael O'Donoghue.
- Nacional Lampoon Cómics, una antología dirigida por Gross y David Kaestle, 1974.
- Especial Nacional Lampoon Núm. 5, 1974. Dirigida por Gross y Kaestle.
- Nacional Lampoon 1964 Anuario del Instituto de la Parodia, 1974, Editado por P.J. O'Rourke y Doug Kenney. Dirección artística de David Kaestle.[13]
- Nacional Lampoon Presenta El Libro Grande de Cómics Funnies, 1975, editado por Sean Kelly.
- Nacional Lampoon El 199.º Libro de Cumpleaños, 1975, editado por Tony Hendra.
- Nacional Lampoon el compañero de Baño del Señor, 1975 editado por Hendra. Dirección artística de Peter Kleinman.
- Oficial Nacional Lampoon Bicentennial Calendario 1976, 1975, escrito y compilado por Christopher Cerf & Bill Effros.
- Nacional Lampoon Libro de Cartel del Arte, 1975, diseño de Peter Kleinman.
- El Mejor de Nacional Lampoon Núm. 6, 1976.
- Nacional Lampoon El Hierro Encima Libro 1976, con diseño de camiseta original. Editado por Tony Hendra y dirección artística de Peter Kleinman.
- Nacional Lampoon Songbook, 1976, editado por Sean Kelly.
- Nacional Lampoon En cueros y desnudo: Hollywood y el más allá, 1977, escrito por Brian McConnachie.
- Especial Nacional Lampoon Núm. 7, 1977.
- Nacional Lampoon Presenta Cómics franceses, 1977, editado por Peter Kaminsky, traductores Sophie Balcoff, Sean Kelly y Valerie Marchant.
- Nacional Lampoon Arriba tu Reserva, 1977, Gerry Sussman.
- Nacional Lampoon El compañero de Baño del señor 2, 1977, dirección artística de Peter Kleinman.
- Nacional Lampoon El Libro de los Libros, 1977 editado por Jeff Greenfield, dirección artística de Peter Kleinman.
- Especial Nacional Lampoon Núm. 8, 1978, foto de cubierta por Chris Callis, dirección artística de Peter Kleinman.
- Nacional Lampoon Libro de Casa Animal, 1978, Chris Miller, Harold Ramis, Doug Kenney. Dirección artística de Peter Kleinman y Judith Jacklin Belushi.
- Nacional Lampoon Parodia de Diario del domingo, 1978. Dirección artística de Skip Johnston.
- Nacional Lampoon Presentes Claire Bretécher, 1978, por Claire Bretécher. Sean Kelly (editor), traductor Valerie Marchant.
- Ligeramente más Alto en Canadá, 1978, antología de humor canadiense de Nacional Lampoon. Sean Kelly y Ted Mann (Editores).
- Historietas Incluso no Osaremos Impresión, 1979, Sean Kelly y John Weidman (editores), Simon y Schuster (directores artísticos).
- Nacional Lampoon El Libro de los Libros, 1979, Editado por Jeff Greenfield. Dirección artística de Peter Kleinman.
- Nacional Lampoon Décima Antología de Aniversario 1970–1980, 1979. Editado por P.J. O'Rourke, dirección artística de Peter Kleinman.

### Libros
- Compras Una Guerra Utilizada De Este Hombre?, 1972, editado por Henry Barba.
- Letras de los Editores de Nacionales Lampoon, 1973, editados por Brian McConnachie.
- Nacional Lampoon Este Lado de Parodias, 1974, editados por Brian McConnachie y Sean Kelly.
- El Paperback Conspiración, 1974, Antología, Brian McConnachie (editor)
- El Trabajo de Sexo, 1974, editado por Brian McConnachie.
- Un Libro Sucio!, 1976, Humor Sexual del Nacional Lampoon. P.J. O'Rourke (editor).
- Otro Libro Sucio Humor Sexual del Nacional Lampoon. P.J. O'Rourke y Peter Kaminsky (editores)
- Nacional Lampoon Doon, 1984.
- Nacional Lampoon Hechos Ciertos, 1981, compilados por John Bendel, edición especial
- Nacional Lampoon Peekers & Otros Hechos Ciertos, 1982, por John Bendel, edición especial
- Nacional Lampoon Presenta Hechos Ciertos: El Libro, 1991, por John Bendel "Anuncios Asombrosos, Stupefying Señales, Anuncios de Boda Extraña, y Otro Absurdos-pero-Muestras Ciertas de Reales-Vida material Gracioso" por John Bendel, comercio paperback por Prensa Contemporánea (ahora McGraw Cerro)
- Nacional Lampoon Presenta Hechos Más Ciertos, 1992 Prensa Contemporánea.
- Nacional Lampoon Libro Grande de Hechos Ciertos: 2004.

### Registros

#### Vinilo
- Nacional Lampoon Cena Radiofónica, 1972, producido por Tony Hendra.
- Lemmings, 1973, álbum tomado del espectáculo Lemmings, y producido por Tony Hendra.
- Nacional Lampoon Cintas de Casa Blancas Desaparecidas, 1974, un álbum tomado del espectáculo radiofónico, directores creativos Tony Hendra y Sean Kelly.
- Oficial Nacional Lampoon Stereo Prueba y Registro de Manifestación, 1974, escritos por Ed Subitzky.
- Nacional Lampoon Turquía de Oro, 1975, director creativo Brian McConnachie. Fotografía de cubierta por Chris Callis. Dirección artística de Peter Kleinman.
- Nacional Lampoon Pop de Adiós 1952–1976, 1975, director creativo Sean Kelly.
- Nacional Lampoon Aquello No es Gracioso, Aquello es Enfermo, 1977. Peter Kleinman (director artístico). Ilustrado por Sam Gross.
- Nacional Lampoon Casa Animal (álbum), 1978, álbum de banda sonora de la película.
- Golpes más grandes del Nacionales Lampoon, 1978.
- Nacional Lampoon Álbum Blanco, 1979.
- Nacional Lampoon Sexo, Drogas, Rock & Roll y el Fin del Mundo, 1982.

### Películas
Durante las décadas de 1970 y 1980, varias películas surgieron como continuación de la revista Nacional Lampoon, utilizando su personal creativo. La primera experiencia cinematográfica fue National Lampoon's Animal House, de 1978. Protagonizada por John Belushi, estaba escrita por Doug Kenney, Harold Ramis y Chris Miller. Supuso un éxito de grandes dimensiones, porque partía de un presupuesto muy bajo y dio unos beneficios cuantiosos."

#### Nacional Lampoon Animal Housey secuelas
En 1978, Nacional Lampoon  presentó la película National Lampoon's Animal House. Hecha con un presupuesto pequeño, fue un fenómeno mediático. En 2001, la Biblioteca del Congreso de Estados Unidos la consideró una película "culturalmente significativa" y la preservó en el National Film Registry.
El guion tuvo sus orígenes en una serie de historietas y personajes publicados anteriormente por la revista. Según los autores, la mayoría de estos elementos estaban basados en hechos reales.
Tras el éxito de 1978, Doug Kenney puso en marcha una secuela, Nacional Lampoon Reencuentro de Clase. La película era un intento de John Hughes de hacer algo similar a Animal House. Nacional Lampoon Reencuentro de Clase se estrenó en 1982, pero no tuvo éxito y fracasó en las salas de cine.

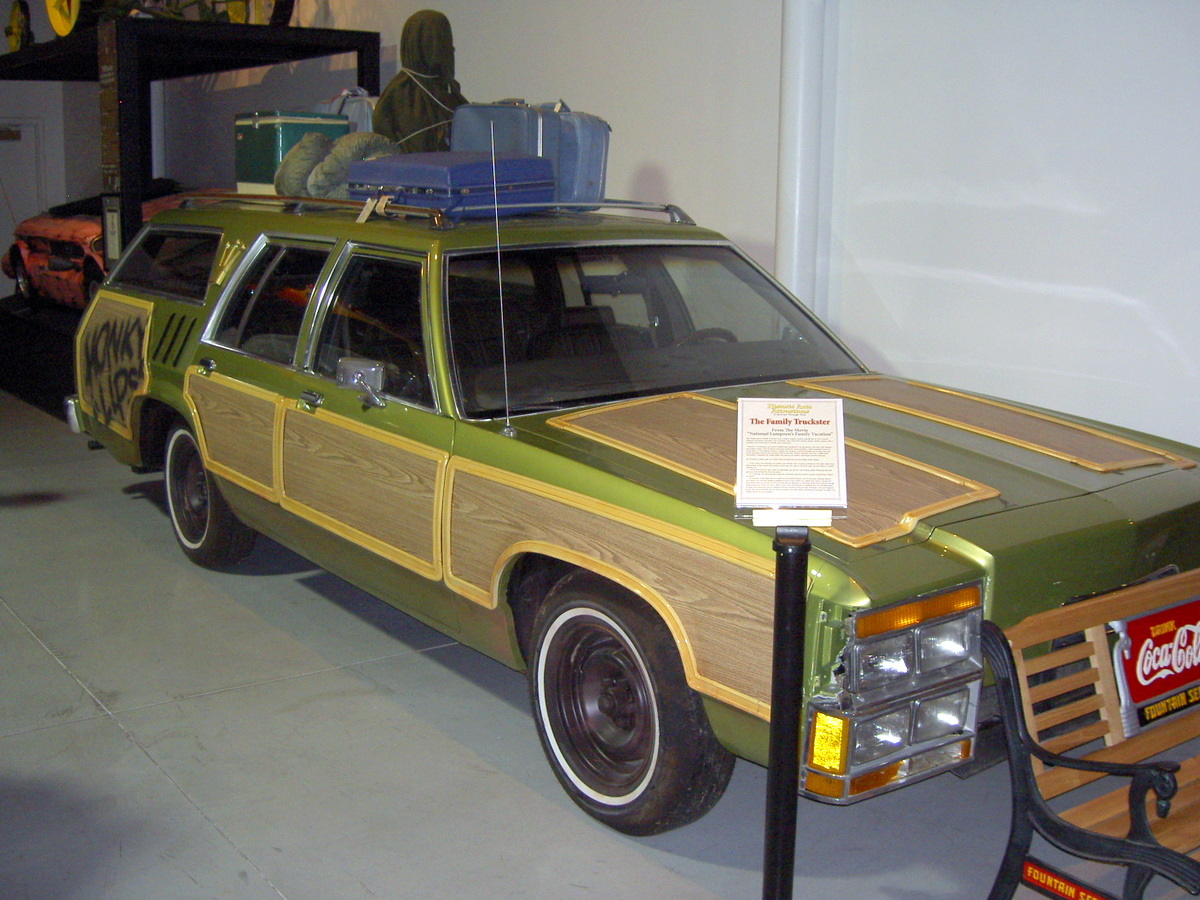
Family Truckster

Nacional Lampoon's Vacation se rodó y estrenó en 1983. La película National Lampoon's Vacation estaba basada en la película de John Hughes "Vacation'58". El éxito relativo de la película dio alas a otros proyectos similares, incluyendo National Lampoon's European Vacation (1985), Nacional Lampoon's Christmas Vacation (1989), también basada en la película de John Hughes Navidad '59, Vegas Vacation (1997), y más recientemente Vacaciones (2015), todas ellas protagonizadas por Chevy Chase.

#### Películas similares
Otras secuelas siguieron el éxito de Animal House. Por ejemplo, la revista  MAD dejó su nombre a una comedia titulada Up the Academy (1980). Pero mientras en Animal House los coguionistas eran Doug Kenney y Chris Miller, del National Lampoon′s, en la película Up the Academy no se contaba en absoluto con los creadores o colaboradores de la revista MAD. La experiencia fue un fracaso de crítica y de público.

## Películas sobre la revista
En 2015, se rodó una película documental titulada Drunk Stoned Brilliant Dead: The Story of the National Lampoon. La película explica cómo la revista cambió el curso del humor.
En 2018, Netflix estrena "A futile and stupid gesture", dirigida por David Wain, donde Will Forte interpreta al cofundador de la revista, Doug Kenney.

## Películas (resumen)
| Año                | Film                                                                     | Guion                                | Protagonistas                                            |
| ------------------ | ------------------------------------------------------------------------ | ------------------------------------ | -------------------------------------------------------- |
| 1973 (Video filmi) | National Lampoon's Lemmings                                              | Michael Keady                        | John Belushi, Chevy Chase                                |
| 1978               | National Lampoon's Animal House                                          | John Landis                          | John Belushi                                             |
| 1978 (TV filmi)    | National Lampoon's Disco Beaver from Outer Space                         | Joshua White                         | Lynn Redgrave                                            |
| 1982               | National Lampoon Goes to the Movies                                      | Bob Giraldi                          | Peter Riegert                                            |
| 1983               | National Lampoon's Vacation                                              | Harold Ramis                         | Chevy Chase, Beverly D'Angelo, Imogene Coca, Randy Quaid |
| 1985               | National Lampoon's European Vacation                                     | Amy Heckerling                       | Chevy Chase, Beverly D'Angelo                            |
| 1989               | National Lampoon's Christmas Vacation                                    | Jeremiah S. Chechik                  | Chevy Chase, Beverly D'Angelo                            |
| 1993               | National Lampoon's Loaded Weapon 1                                       | Gene Quintano                        | Emilio Estévez, Samuel L. Jackson                        |
| 1995               | National Lampoon's Senior Trip                                           | Kelly Makin                          | Matt Frewer                                              |
| 2002               | National Lampoon's Van Wilder                                            | Walt Becker                          | Ryan Reynolds                                            |
| 2003 TV filmi      | National Lampoon's Christmas Vacation 2: Cousin Eddie's Island Adventure | Nick Marck                           | Randy Quaid                                              |
| 2003               | National Lampoon's Dorm Daze                                             | David Hillenbrand                    | Tatyana Ali                                              |
| 2005               | National Lampoon Adam & Eve                                              | Jeff Kanew                           | Cameron Douglas                                          |
| 2006               | National Lampoon Presents the Beach Party at the Threshold of Hell       | Jonny Gillette                       | Kevin Wheatley                                           |
| 2006               | National Lampoon Presents Electric Apricot: Quest for Festeroo           | Les Claypool                         | Dian Bachar                                              |
| 2006 (Video filmi) | National Lampoon's Dorm Daze 2                                           | David Hillenbrand, Scott Hillenbrand | Gable Carr                                               |